# McKay Point (Nowa Szkocja)
McKay Point – przylądek (point) w kanadyjskiej prowincji Nowa Szkocja, w hrabstwie Pictou (45°37′03″N, 62°38′59″W), wysunięty w rzekę East River of Pictou, na jej zachodnim brzegu; nazwa urzędowo zatwierdzona 22 marca 1926.